# 吉野トヨ子

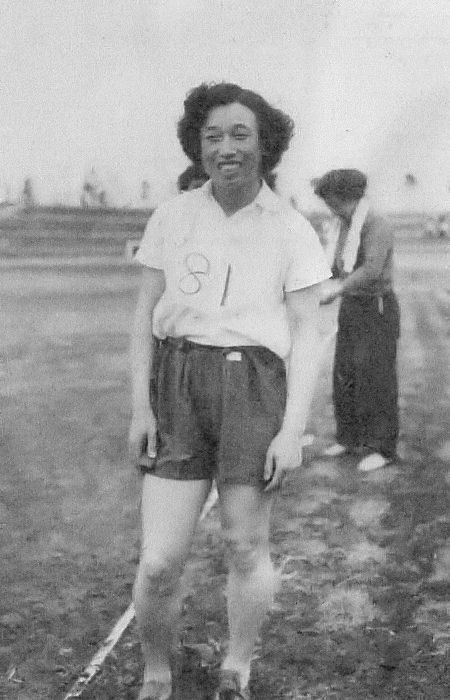
吉野トヨ子

吉野 トヨ子（よしの トヨこ、1920年（大正9年）2月12日 - 2015年（平成27年）1月24日）は、日本の陸上競技選手。ヘルシンキオリンピック・メルボルンオリンピック陸上女子円盤投代表。元円盤投日本記録保持者、五種競技日本記録保持者。

## 来歴
北海道網走市出身。香蘭高等女学校（現在の香蘭女学校中等科・高等科）、中京高等女学校家事体操専攻科（現：至学館大学）卒業。
戦前はスプリンターとして活躍。1938年、マルチな身体能力を生かし五種競技で237点の日本新記録を樹立した。
戦後は投てきに転向し、円盤投と砲丸投に活躍。1950年、関東選手権で円盤投に出場し、42m58の日本新記録を樹立した。1951年アジア競技大会に出場し、円盤投・砲丸投・やり投で金メダルを獲得した。
1952年、ヘルシンキオリンピックで円盤投に出場し、4位入賞を果たす。同年、平和台リレーカーニバルで43m63の日本新記録を樹立している。1954年アジア競技大会に出場し、円盤投・砲丸投で金メダルを獲得した。
1956年、メルボルンオリンピックに出場。
日本選手権では100メートル、走幅跳、砲丸投、円盤投、五種競技、リレーを合わせて22回もの優勝を果たしており、これは山内リエ24回に次ぐ日本選手権優勝記録である。また、円盤投8連覇、砲丸投5連覇も達成している。
現役中から山梨県庁職員を務め、1957年の引退後は後進の指導に手腕を発揮した。後に埼玉県に移住し、埼玉県教育委員会に勤務。定年まで勤めた。
後年、マスターズ陸上に参加。1987年、W65クラス円盤投に出場し、24m90の日本マスターズ新記録を樹立。1990年にはW70クラスで25m80を投てきし、このクラスでも日本マスターズ新記録を樹立した。